# Kedung Cowek
Kedung Cowek is een bestuurslaag in het regentschap Soerabaja van de provincie Oost-Java, Indonesië. Kedung Cowek telt 4775 inwoners (volkstelling 2010).